# Jerónimo Luis de Cabrera
Jerónimo Luis de Cabrera o bien documentado como Jerónimo Luis de Cabrera y Toledo (Sevilla, España, 1528-Santiago del Estero, Gobernación del Tucumán, 17 de agosto de 1574) fue un hidalgo, militar, explorador, conquistador, colonizador, comendador, adelantado interino y gobernante español en Sudamérica. Es reconocido por haber fundado las ciudades de Ica, en Perú, y Córdoba de la Nueva Andalucía, en Argentina.
La fundación de la ciudad de Ica, el 17 de junio de 1563, le valió el nombramiento de corregidor y justicia mayor de Potosí por parte del cuarto virrey del Perú, Diego López de Zúñiga y Velasco, conde de Nieva. El virrey sucesor, Francisco Álvarez de Toledo, lo nombró gobernador del Tucumán en 1571. Pero por desobedecer sus órdenes al fundar la ciudad de Córdoba el 6 de julio de 1573, sería reemplazado en el cargo en 1574 y ejecutado por aquella razón en el mismo año.

## Biografía hasta la fundación de la ciudad peruana de Ica

### Origen familiar y primeros años
Jerónimo Luis de Cabrera nació en 1528 en la ciudad de Sevilla en el seno de una familia noble andaluza.
Fueron sus padres Miguel Jerónimo de Cabrera y Zúñiga, II señor de la Torre de Palencia, y su segunda esposa María de Toledo y Hernández del Pedroso.

### Viaje a Sudamérica y conquistas en el Perú
Jerónimo Luis de Cabrera eligió la carrera de las armas y como militar llegó a  América hispana como alférez de la Real Armada Española, acompañando a su medio hermano el general Pedro Cabrera y Figueroa, y quienes arribarían a Lima, la capital del gran Virreinato del Perú, en 1538.
Cuando en 1548 el capitán Francisco Hernández Girón se rebeló ante la Corona por no aceptar las Leyes Nuevas del emperador Carlos V —que hiciera cumplir su enviado, derrocado y decapitado virrey Blasco Núñez Vela desde 1544 hasta 1546— Cabrera fue a combatirlo con setenta soldados.
Al año siguiente, en 1549, se avecindó en Cuzco haciéndose construir una casa de dos pisos, blasonada en el portal de la misma —este edificio aún existe convertido en el colegio de madres salesianas— cuya descripción, del escudo familiar, es la siguiente: dividido en dos campos, en el primero "sobre un llano de oro, tres troncos nudosos de sínople, puestos en faja; en el otro campo que lo era de azur, una cabra de plata saltante". En el mismo año alcanzaría el rango de maestre de campo.
Establecido en la ciudad de Cuzco, participó nuevamente en las batallas contra Girón desde el 12 de noviembre de 1553, ya que este había prendido en la ciudad al corregidor, mientras sus hombres arrasaban su casa y se lo llevaban detenido hasta Lima. Pero sería derrotado en la batalla de Pucará el 8 de octubre de 1554, aunque lograba escapar por pocos días y al ser detenido fue llevado a Lima, condenado a muerte y ejecutado en los primeros días de diciembre del mismo año. Su cabeza fue clavada y expuesta en la plaza de armas de la misma ciudad, su casa en Cuzco fue derribada.
En esto años, Jerónimo de Cabrera se destacaba también en las campañas de conquista de los valles de Ica, de Pisco y de Nazca.

### Fundación de San Jerónimo de Valverde
El 17 de junio de 1563, Cabrera fundó la ciudad de «San Jerónimo de Valverde» —actual ciudad de Ica y capital del departamento peruano homónimo— en el valle de Ica, a la cual sostuvo a su costa durante tres años. Tales servicios fueron premiados por el cuarto virrey y conde de Nieva, Diego López de Zúñiga y Velasco, quien lo designó corregidor y justicia mayor de Potosí y de Charcas.

## Adelantado interino y gobernador del Tucumán (1571-1574)

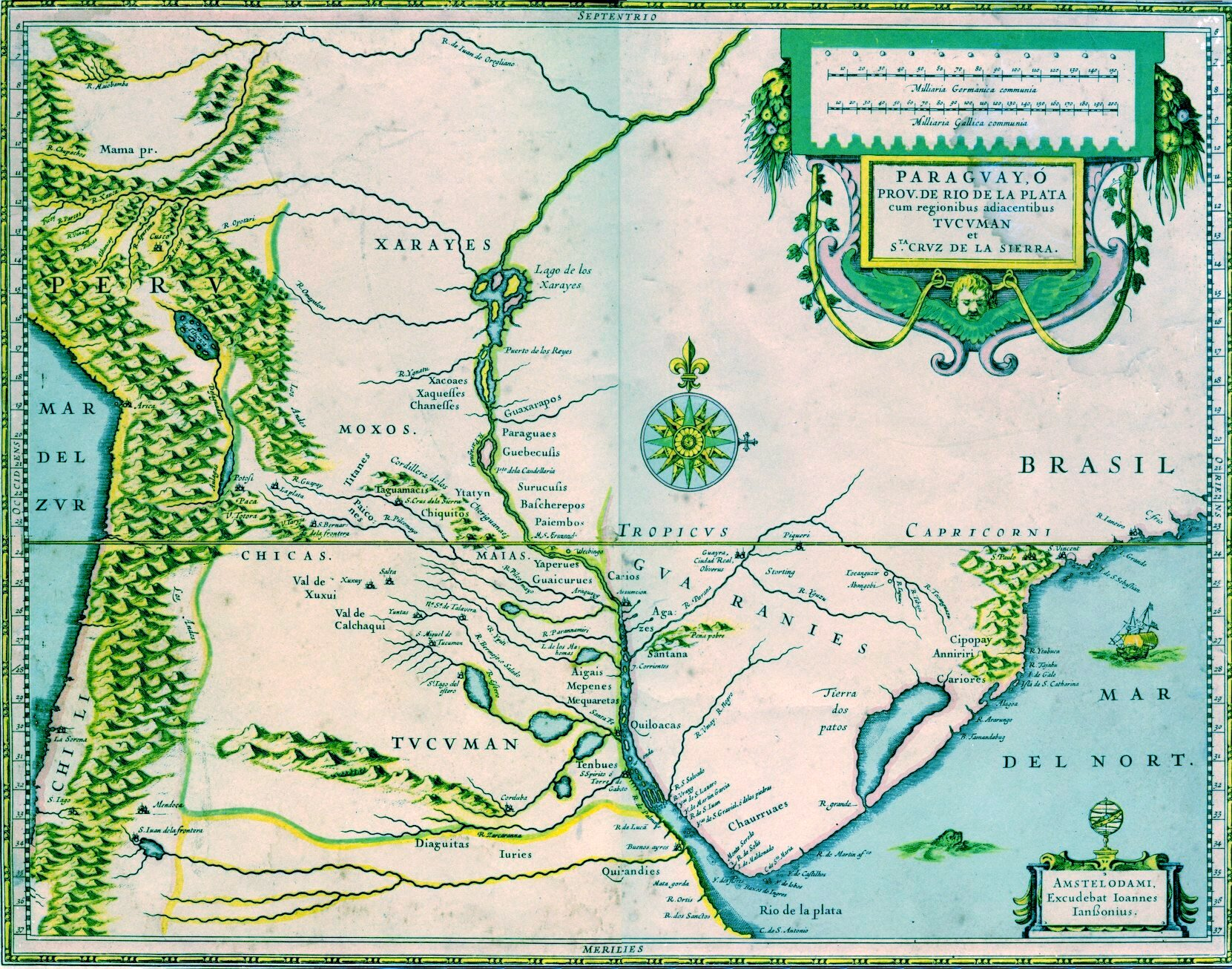
Gobernaciones de Tucumán y del Río de la Plata, dentro del gran Virreinato del Perú, en un mapa de 1600

El 20 de septiembre de 1571 fue designado adelantado para la exploración y conquista de nuevas tierras para la Corona española en el Nuevo Mundo. En ese mismo año, el quinto virrey del Perú, Francisco Álvarez de Toledo lo designó gobernador del Tucumán.
Cabrera tenía tantas cualidades sobresalientes que en América no se podría gloriar de otro que lo igualara. Nobleza que le emparentaba con las principales casas de España.
La ceremonia de recepción del nuevo gobernador estuvo a cargo del gobernador saliente, capitán Nicolás Carrizo. Su primera medida fue designar como teniente de gobernador a su pariente Lorenzo Suárez de Figueroa, que también era sobrino del virrey del Perú. En 1572 fue designado alguacil mayor Iñigo de Villafañe.

### Orden virreinal
El virrey Francisco de Toledo había nombrado a Cabrera gobernador con el objetivo de cumplir la orden de fundar una población que sirviera además como fortín en lo que hoy es la provincia de Salta o la actual provincia de Santiago del Estero.
No obstante ello, Cabrera optó por hacer dicha fundación más al sur. La obligación del gobernador era:

Poblar y fundar en el valle de Salta en la parte y lugar que le pareciere mejor convenir, un pueblo de españoles para que de estos reinos del Perú se pueda entrar a dichas provincias sin el riesgo y el peligro que hasta aquí, y de ellas salir a estos reinos a contratar y mercadear.

El gobernador Cabrera marcharía hacia el sur a mediados de 1573, en donde se encontraban las tierras de los comechingones y allí fundaría la ciudad de «Córdoba de la Nueva Andalucía».

### Fundación de Córdoba
En junio de 1573, el gobernador Cabrera preparó mulas, caballos, ovejas, cerdos, gallinas, todo en un total de mil animales. Tomó más de 100 hombres de las ciudades de Santiago del Estero, San Miguel de Tucumán y Nuestra Señora de Talavera, y marchó hacia el sur, hacia la región de los comechingones.
Cabrera decidió desobedecer expresamente el mandato virreinal y fundar una ciudad más al sur. Eligió una región de tierra más fértil y clima más benigno que la de Santiago del Estero. Tras un primer intento el 24 de junio de 1573 en el asiento de Quisquisacate, el 6 de julio fundó una ciudad a la que llamó Córdoba de la Nueva Andalucía a orillas del río Suquía, al cual llamó río de San Juan (después sería río Primero).
De esa manera cumplió con una promesa que le había efectuado a su esposa, en homenaje a la tierra de donde ella y su familia provenían, sumado a la semejanza del paisaje y sus pobladores comechingones a los de Andalucía. Expresó Cabrera que realizaba su fundación principal en:

«un país en donde se dan las cuatro estaciones (...) y la gente es barbuda y alta, morena como en Andalucía».

Su casa principal, que llegó a tener dos plantas o pisos, la hizo construir en un costado de la Plaza Mayor —actual Plaza San Martín de la ciudad de Córdoba, sobre la actual calle Buenos Aires— considerada como la casona melliza de Manuel de Mercadillo.
Entre los expedicionarios que lo acompañaron estaban Hernán Mejía de Mirabal, Juan Pérez Moreno, Juan Rodríguez Juárez, Blas de Rosales, Garci Sánchez, Alonso de Contreras, todos veteranos de la conquista, y de los recién llegados Lorenzo Suárez de Figueroa, Tristán de Tejeda y Alonso de Cámara, ambos yernos de Mejía de Mirabal. Los tres tendrían luego lucida actuación.

### Otras expediciones
Luego de dos meses de fundada Córdoba, Cabrera partió con un grupo de gente en busca del Río de la Plata, tras su objetivo de fundar allí otra ciudad que permitiera una comunicación directa con España.
El primer objetivo de Cabrera, fue tratar de encontrar la fabulosa «Ciudad de Los Césares» que le sumaría una cuantiosa fortuna personal que repartiría con la corona. El segundo, crear una provincia con salida a «La Mar del Nord» u océano Atlántico. Para esto exploró el río Tercero y su continuación, el río Carcarañá, llegando a orillas del río Paraná hasta las proximidades de la actual ciudad de Santa Fe.
Tres meses después, intentó refundar la llamada «Torre de Gaboto» o «Fuerte Sancti Spiritu» —erigido el 27 de febrero de 1527 hasta su abandono en septiembre de 1529— haciendo construir un fortín y puerto al cual llamó «San Luis de Paraná». Más tarde, al internarse río arriba se encontró con aborígenes timbúes en el asiento de Omad-coberá que impidieron su paso ya que estaban preparados para atacar a Juan de Garay que se encontraba en su bergantín, ya que bajaba desde Asunción en busca también de un puerto con fácil salida marítima. Al ver el peligro que corrían los españoles, atacó a la tribu y los hizo disipar. De esta forma fue que ambos conquistadores entablaron un diálogo que culminaría en discusión sobre sus derechos respectivos, pero en los hechos ninguno de los dos tenía permiso real. Durante la polémica, Cabrera fue llamado a la ciudad de Córdoba por el inminente peligro de un ataque indígena, y por otra razón, que le sería nefasta.
Al regresar a Córdoba y preparándose para pasar a Santiago del Estero, sede de la gobernación, se anotició de la llegada y asunción de un nuevo gobernador del Tucumán, Gonzalo de Abreu, de quien era pariente y con quien estaba distanciado desde que vivían en su Sevilla natal. Cabrera lo recibiría con todos los honores correspondientes y le entregaría el gobierno.

### Desobediencia de la orden y ejecución
Cabrera había sido comisionado por el virrey del Perú para que fundara una población española en una latitud que correspondía a la actual provincia de Salta y que tenía por finalidad poder acceder a esas provincias en paz al contar con un poblado que disipara los riesgos y peligros de ataques indígenas. Sin embargo, el gobernador Cabrera desobedeció tal orden y penetró más al sur fundando la ciudad de Córdoba.
Es por esto que Gonzalo de Abreu y Figueroa que asumió el cargo como nuevo gobernador del Tucumán desde el 13 de marzo de 1574, advirtió que Cabrera había desobedecido las órdenes virreinales y le inició un sumarísimo juicio, a pesar de las protestas de los vecinos. Lo persiguió a él y también a sus amigos, subastó sus bienes a precio vil, siendo Abreu el propio adquiriente, lo mandó apresar, y finalmente lo condenó a muerte.
Existen dos versiones sobre su muerte: una, que Cabrera recibió el garrote junto a su propio lecho de enfermo, sin permitírsele recibir los sacramentos ni poder despedirse de su esposa e hijos. La otra, que Cabrera, como era hidalgo, evitó ser muerto con garrote vil, pero fue trasladado a Santiago del Estero, donde fue decapitado el 17 de agosto de 1574.

## Matrimonio y descendencia
Jerónimo Luis de Cabrera se había unido en matrimonio hacia 1560 en la ciudad de Cuzco con la joven viuda Luisa Martel de los Ríos y Mendoza (Panamá, enero de 1535 - después de 1593), una hija de Gonzalo Martel de la Puente y Guzmán (Sevilla, 1500-Villa de Parra de Extremadura, 1569), XI señor de Almonaster, regidor de Panamá y tesorero de la gobernación de Castilla de Oro hacia 1532, y de su esposa Francisca de Mendoza y de los Ríos (Córdoba de Andalucía, 1502 - Almonaster de Sevilla, 1567) que era una descendiente de la Casa del Infantado.
En 1545 Luisa Martel de los Ríos fue llevada por sus padres con solo diez años de edad desde la provincia de Tierra Firme al Virreinato del Perú, en donde al cumplir los catorce años la unieron en primeras nupcias en el Cuzco el 24 de junio de 1549 con uno de los conquistadores, el capitán Sebastián Garcilaso de la Vega y Vargas (Badajoz, 1507-Cuzco, 1559), corregidor del Cuzco desde el 17 de noviembre de 1554 hasta alrededor de agosto de 1556, con quien perdió una niña de corta edad llamada Blanca, y a su vez, Sebastián era padre natural del célebre cronista mestizo de ascendencia real hispano-inca Gome Suárez de Figueroa y de la Vega "Inca Garcilaso". Finalmente Luisa enviudó a los 24 años de edad de Sebastián en el año 1559.
Fruto del matrimonio entre Jerónimo Luis de Cabrera y Luisa Martel nacieron los siguientes cinco hijos:
- Miguel Jerónimo Luis II de Cabrera y Martel[36][37] (n. Cuzco, e/octubre y diciembre de 1560) fue conquistador del Tucumán y vecino fundador de la ciudad de Córdoba de la Nueva Andalucía, primer señor de la encomienda de Quilino, corregidor de Chilques y Masques, y quien al ser nombrado «Juez de Naturales del Cuzco» se casaría allí con Isabel de Morales.

- Pedro Luis de Cabrera y Martel[38][37] (Cuzco, ca. 1561-Córdoba, 1632) llegó a ser teniente de gobernador y corregidor de Córdoba, maestre de campo general, II señor de la encomienda de Quilino, alguacil mayor del Santo Oficio de la Inquisición, entre otros cargos.

- Gonzalo Martel de Cabrera[38][37][39][40] (Cuzco, ca. 1562-Córdoba, 12 de marzo de 1599) fue alférez real, maestre de campo general, señor de la encomienda de La Lagunilla en 1577, alcalde de segundo voto de Córdoba en 1585 y corregidor en 1596 de Larecaja en la provincia de Charcas,[39] que se casó con María de Garay, una hija de Juan de Garay e Isabel de Becerra y Contreras Mendoza.

- Petronila de la Cerda Cabrera y Martel[41] (n. gobernación del Tucumán, ca. 1573-Córdoba, diciembre de 1630) casada en Córdoba con el maestre de campo general Pedro González de Villarroel Maldonado, hijo del fundador del Tucumán y teniente de gobernador Diego de Villarroel, y con quien hubo sucesión. Petronila testó el 23 de noviembre del año de fallecimiento.

- Francisca Martel de Mendoza Cabrera[42] (n. gobernación del Tucumán, ca. 1574) se unió en matrimonio en la «Villa de La Plata» con Gonzalo de Soria y Osorio[43] (n. Soria, España) que había pasado a Sudamérica en 1570. Posteriormente el matrimonio se avecindaría en Córdoba.[43] Del enlace entre Francisca y Gonzalo hubo siete hijos: 1) Alonso. 2) Antonio de Soria y Osorio de Mendoza enlazado con Clara de Henestrosa. 3) Diego de Mendoza, fraile. 4) María. 5) Juana de Mendoza y Cabrera casada en Chile con el licenciado Cristóbal de Tovar. 6) Paula. 7) Catalina de Osorio y Mendoza unida en primeras nupcias con Juan Márquez de Mancilla.[44]

De esta manera fue que se unieron las familias de Jerónimo Luis de Cabrera, Juan de Garay, Hernandarias de Saavedra, Juan Ramírez de Velasco y Diego de Villarroel cuyos descendientes fueron entroncándose con españoles recién llegados a la Hispanoamérica en los siglos posteriores, conformando la aristocracia colonial y creando diversas ramas de familias patricias argentinas.

## Ancestros
| \| \| \| \| \| \| \| \| \| \| \| \| \| \| \| \| \| \| \| \| 16. Pedro de Cabrera (nieto de Ramón de Cabrera Fenollet y bisnieto del XX vizconde Bernardo II de Cabrera) \| \| \| \| \| \| \| \| \| \| \| \| \| \| \| \| \| \| \| \| \| \| \| \| \| \| \| \| \| \| \| \| \| \| \| \| \| \| \| \| \| \| \| \| \| \| \| \| \| \| \| \| \| \| 8. Alonso Téllez de Cabrera \| \| \| \| \| \| \| \| \| \| \| \| \| \| \| \| \| \| \| \| \| \| \| \| \| \| \| \| \| \| \| \| \| \| \| \| \| \| \| \| \| \| \| \| \| \| \| \| \| \| \| \| \| \| 17. Mayor Alonso Téllez \| \| \| \| \| \| \| \| \| \| \| \| \| \| \| \| \| \| \| \| \| \| \| \| \| \| \| \| \| \| \| \| \| \| \| \| \| \| \| \| \| \| \| \| \| \| \| \| \| \| \| \| \| \| 4. Pedro de Cabrera y Cabrera, caballero de la Orden de Santiago, comendador de Benazuza y I señor consorte de la Torre de Palencia (medio-hermano uterino del marqués Andrés de Cabrera y López de Madrid) \| \| \| \| \| \| \| \| \| \| \| \| \| \| \| \| \| \| \| \| \| \| \| \| \| \| \| \| \| \| \| \| \| \| \| \| \| \| \| \| \| \| \| \| \| \| \| \| \| \| \| \| \| \| 18. Alonso González del Castillo Avilés, alcaide del castillo de Garcimuñoz \| \| \| \| \| \| \| \| \| \| \| \| \| \| \| \| \| \| \| \| \| \| \| \| \| \| \| \| \| \| \| \| \| \| \| \| \| \| \| \| \| \| \| \| \| \| \| \| \| \| \| \| \| \| 9. María Alonso de Cabrera \| \| \| \| \| \| \| \| \| \| \| \| \| \| \| \| \| \| \| \| \| \| \| \| \| \| \| \| \| \| \| \| \| \| \| \| \| \| \| \| \| \| \| \| \| \| \| \| \| \| \| \| \| \| 19. María Pérez de Cabrera y Luna (hija de Mosén Pedro de Cabrera o Martín Pérez de Cabrera, alcaide del castillo de Garcimuñoz y alcalde de la villa de Iniesta, y nieta del XXII vizconde Bernardo III de Cabrera, I conde de Osona) \| \| \| \| \| \| \| \| \| \| \| \| \| \| \| \| \| \| \| \| \| \| \| \| \| \| \| \| \| \| \| \| \| \| \| \| \| \| \| \| \| \| \| \| \| \| \| \| \| \| \| \| \| \| 2. Miguel Jerónimo de Cabrera y Zúñiga, II señor de la Torre de Palencia y comendador de Benazuza y Mures \| \| \| \| \| \| \| \| \| \| \| \| \| \| \| \| \| \| \| \| \| \| \| \| \| \| \| \| \| \| \| \| \| \| \| \| \| \| \| \| \| \| \| \| \| \| \| \| \| \| \| \| \| \| 20. Diego López de Zúñiga y Leiva, señor de la Torre de Palencia y veinticuatro de Sevilla \| \| \| \| \| \| \| \| \| \| \| \| \| \| \| \| \| \| \| \| \| \| \| \| \| \| \| \| \| \| \| \| \| \| \| \| \| \| \| \| \| \| \| \| \| \| \| \| \| \| \| \| \| \| 10. Gonzalo de Zúñiga y Medina \| \| \| \| \| \| \| \| \| \| \| \| \| \| \| \| \| \| \| \| \| \| \| \| \| \| \| \| \| \| \| \| \| \| \| \| \| \| \| \| \| \| \| \| \| \| \| \| \| \| \| \| \| \| 21. Leonor González de Medina (hija de Teresa González de Medina y de Juan Fernández de Villafranca, tesorero mayor de Andalucía y veinticuatro de Sevilla, y nieta materna de Fernando González de Medina, alcaide del Real Alcázar y atarazanas sevillanos, y alcalde mayor de Sevilla) \| \| \| \| \| \| \| \| \| \| \| \| \| \| \| \| \| \| \| \| \| \| \| \| \| \| \| \| \| \| \| \| \| \| \| \| \| \| \| \| \| \| \| \| \| \| \| \| \| \| \| \| \| \| 5. Leonor de Zúñiga y de la Cerda, I señora de la Torre de Palencia \| \| \| \| \| \| \| \| \| \| \| \| \| \| \| \| \| \| \| \| \| \| \| \| \| \| \| \| \| \| \| \| \| \| \| \| \| \| \| \| \| \| \| \| \| \| \| \| \| \| \| \| \| \| 22. Álvar Gutiérrez de Valverde, XII señor de Castellanos \| \| \| \| \| \| \| \| \| \| \| \| \| \| \| \| \| \| \| \| \| \| \| \| \| \| \| \| \| \| \| \| \| \| \| \| \| \| \| \| \| \| \| \| \| \| \| \| \| \| \| \| \| \| 11. María de la Cerda, XIII señora de Castellanos \| \| \| \| \| \| \| \| \| \| \| \| \| \| \| \| \| \| \| \| \| \| \| \| \| \| \| \| \| \| \| \| \| \| \| \| \| \| \| \| \| \| \| \| \| \| \| \| \| \| \| \| \| \| 23. NN. \| \| \| \| \| \| \| \| \| \| \| \| \| \| \| \| \| \| \| \| \| \| \| \| \| \| \| \| \| \| \| \| \| \| \| \| \| \| \| \| \| \| \| \| \| \| \| \| \| \| \| \| \| \| 1. Jerónimo Luis de Cabrera, adelantado y gobernador del Tucumán \| \| \| \| \| \| \| \| \| \| \| \| \| \| \| \| \| \| \| \| \| \| \| \| \| \| \| \| \| \| \| \| \| \| \| \| \| \| \| \| \| \| \| \| \| \| \| \| \| \| \| \| \| \| 24. N. de Toledo (hermano de Fernando Álvarez de Toledo y Guzmán, IV señor de Higares) \| \| \| \| \| \| \| \| \| \| \| \| \| \| \| \| \| \| \| \| \| \| \| \| \| \| \| \| \| \| \| \| \| \| \| \| \| \| \| \| \| \| \| \| \| \| \| \| \| \| \| \| \| \| 12. Alonso de Toledo, jurado de Sevilla (primo hermano del capitán Alonso de Toledo, jurado de Granada) \| \| \| \| \| \| \| \| \| \| \| \| \| \| \| \| \| \| \| \| \| \| \| \| \| \| \| \| \| \| \| \| \| \| \| \| \| \| \| \| \| \| \| \| \| \| \| \| \| \| \| \| \| \| 25. NN. \| \| \| \| \| \| \| \| \| \| \| \| \| \| \| \| \| \| \| \| \| \| \| \| \| \| \| \| \| \| \| \| \| \| \| \| \| \| \| \| \| \| \| \| \| \| \| \| \| \| \| \| \| \| 6. Francisco de Toledo y Toledo \| \| \| \| \| \| \| \| \| \| \| \| \| \| \| \| \| \| \| \| \| \| \| \| \| \| \| \| \| \| \| \| \| \| \| \| \| \| \| \| \| \| \| \| \| \| \| \| \| \| \| \| \| \| 26. N. de Toledo \| \| \| \| \| \| \| \| \| \| \| \| \| \| \| \| \| \| \| \| \| \| \| \| \| \| \| \| \| \| \| \| \| \| \| \| \| \| \| \| \| \| \| \| \| \| \| \| \| \| \| \| \| \| 13. María de Ávila y Toledo \| \| \| \| \| \| \| \| \| \| \| \| \| \| \| \| \| \| \| \| \| \| \| \| \| \| \| \| \| \| \| \| \| \| \| \| \| \| \| \| \| \| \| \| \| \| \| \| \| \| \| \| \| \| 27. N. de Ávila \| \| \| \| \| \| \| \| \| \| \| \| \| \| \| \| \| \| \| \| \| \| \| \| \| \| \| \| \| \| \| \| \| \| \| \| \| \| \| \| \| \| \| \| \| \| \| \| \| \| \| \| \| \| 3. María de Toledo y Hernández del Pedroso \| \| \| \| \| \| \| \| \| \| \| \| \| \| \| \| \| \| \| \| \| \| \| \| \| \| \| \| \| \| \| \| \| \| \| \| \| \| \| \| \| \| \| \| \| \| \| \| \| \| \| \| \| \| 28. N. Hernández del Pedroso \| \| \| \| \| \| \| \| \| \| \| \| \| \| \| \| \| \| \| \| \| \| \| \| \| \| \| \| \| \| \| \| \| \| \| \| \| \| \| \| \| \| \| \| \| \| \| \| \| \| \| \| \| \| 14. Alonso Hernández del Pedroso, corredor de la Casa de la Contratación de Indias \| \| \| \| \| \| \| \| \| \| \| \| \| \| \| \| \| \| \| \| \| \| \| \| \| \| \| \| \| \| \| \| \| \| \| \| \| \| \| \| \| \| \| \| \| \| \| \| \| \| \| \| \| \| 29. NN. \| \| \| \| \| \| \| \| \| \| \| \| \| \| \| \| \| \| \| \| \| \| \| \| \| \| \| \| \| \| \| \| \| \| \| \| \| \| \| \| \| \| \| \| \| \| \| \| \| \| \| \| \| \| 7. Catalina Hernández del Pedroso y Torres \| \| \| \| \| \| \| \| \| \| \| \| \| \| \| \| \| \| \| \| \| \| \| \| \| \| \| \| \| \| \| \| \| \| \| \| \| \| \| \| \| \| \| \| \| \| \| \| \| \| \| \| \| \| 30. N. de Torres \| \| \| \| \| \| \| \| \| \| \| \| \| \| \| \| \| \| \| \| \| \| \| \| \| \| \| \| \| \| \| \| \| \| \| \| \| \| \| \| \| \| \| \| \| \| \| \| \| \| \| \| \| \| 15. Isabel de Torres \| \| \| \| \| \| \| \| \| \| \| \| \| \| \| \| \| \| \| \| \| \| \| \| \| \| \| \| \| \| \| \| \| \| \| \| \| \| \| \| \| \| \| \| \| \| \| \| \| \| \| \| \| \| 31. NN. \| \| \| \| \| \| \| \| \| \| \| \| \| \| \| \| \| \| \| \| \| \| \| \| \| \| \| \| \| \| \| \| \| \| \| \| \| \| \| \| \| \| \| \| \| \| \| \| \| \| \| \| | |  |  |  |  |  |  |  |  |  |  |  |  |  |  |  |
| | |  |  |  |  |  |  |  |  |  |  |  |  |  |  |  |
| | 16. Pedro de Cabrera (nieto de Ramón de Cabrera Fenollet y bisnieto del XX vizconde Bernardo II de Cabrera) |  |  |  |  |  |  |  |  |  |  |  |  |  |  |  |
| | |  |  |  |  |  |  |  |  |  |  |  |  |  |  |  |
| | |  |  |  |  |  |  |  |  |  |  |  |  |  |  |  |
| | 8. Alonso Téllez de Cabrera |  |  |  |  |  |  |  |  |  |  |  |  |  |  |  |
| | |  |  |  |  |  |  |  |  |  |  |  |  |  |  |  |
| | |  |  |  |  |  |  |  |  |  |  |  |  |  |  |  |
| | 17. Mayor Alonso Téllez |  |  |  |  |  |  |  |  |  |  |  |  |  |  |  |
| | |  |  |  |  |  |  |  |  |  |  |  |  |  |  |  |
| | |  |  |  |  |  |  |  |  |  |  |  |  |  |  |  |
| | 4. Pedro de Cabrera y Cabrera, caballero de la Orden de Santiago, comendador de Benazuza y I señor consorte de la Torre de Palencia (medio-hermano uterino del marqués Andrés de Cabrera y López de Madrid)                                                                               |  |  |  |  |  |  |  |  |  |  |  |  |  |  |  |
| | |  |  |  |  |  |  |  |  |  |  |  |  |  |  |  |
| | |  |  |  |  |  |  |  |  |  |  |  |  |  |  |  |
| | 18. Alonso González del Castillo Avilés, alcaide del castillo de Garcimuñoz |  |  |  |  |  |  |  |  |  |  |  |  |  |  |  |
| | |  |  |  |  |  |  |  |  |  |  |  |  |  |  |  |
| | |  |  |  |  |  |  |  |  |  |  |  |  |  |  |  |
| | 9. María Alonso de Cabrera |  |  |  |  |  |  |  |  |  |  |  |  |  |  |  |
| | |  |  |  |  |  |  |  |  |  |  |  |  |  |  |  |
| | |  |  |  |  |  |  |  |  |  |  |  |  |  |  |  |
| | 19. María Pérez de Cabrera y Luna (hija de Mosén Pedro de Cabrera o Martín Pérez de Cabrera, alcaide del castillo de Garcimuñoz y alcalde de la villa de Iniesta, y nieta del XXII vizconde Bernardo III de Cabrera, I conde de Osona)                                                    |  |  |  |  |  |  |  |  |  |  |  |  |  |  |  |
| | |  |  |  |  |  |  |  |  |  |  |  |  |  |  |  |
| | |  |  |  |  |  |  |  |  |  |  |  |  |  |  |  |
| | 2. Miguel Jerónimo de Cabrera y Zúñiga, II señor de la Torre de Palencia y comendador de Benazuza y Mures |  |  |  |  |  |  |  |  |  |  |  |  |  |  |  |
| | |  |  |  |  |  |  |  |  |  |  |  |  |  |  |  |
| | |  |  |  |  |  |  |  |  |  |  |  |  |  |  |  |
| | 20. Diego López de Zúñiga y Leiva, señor de la Torre de Palencia y veinticuatro de Sevilla |  |  |  |  |  |  |  |  |  |  |  |  |  |  |  |
| | |  |  |  |  |  |  |  |  |  |  |  |  |  |  |  |
| | |  |  |  |  |  |  |  |  |  |  |  |  |  |  |  |
| | 10. Gonzalo de Zúñiga y Medina |  |  |  |  |  |  |  |  |  |  |  |  |  |  |  |
| | |  |  |  |  |  |  |  |  |  |  |  |  |  |  |  |
| | |  |  |  |  |  |  |  |  |  |  |  |  |  |  |  |
| | 21. Leonor González de Medina (hija de Teresa González de Medina y de Juan Fernández de Villafranca, tesorero mayor de Andalucía y veinticuatro de Sevilla, y nieta materna de Fernando González de Medina, alcaide del Real Alcázar y atarazanas sevillanos, y alcalde mayor de Sevilla) |  |  |  |  |  |  |  |  |  |  |  |  |  |  |  |
| | |  |  |  |  |  |  |  |  |  |  |  |  |  |  |  |
| | |  |  |  |  |  |  |  |  |  |  |  |  |  |  |  |
| | 5. Leonor de Zúñiga y de la Cerda, I señora de la Torre de Palencia |  |  |  |  |  |  |  |  |  |  |  |  |  |  |  |
| | |  |  |  |  |  |  |  |  |  |  |  |  |  |  |  |
| | |  |  |  |  |  |  |  |  |  |  |  |  |  |  |  |
| | 22. Álvar Gutiérrez de Valverde, XII señor de Castellanos |  |  |  |  |  |  |  |  |  |  |  |  |  |  |  |
| | |  |  |  |  |  |  |  |  |  |  |  |  |  |  |  |
| | |  |  |  |  |  |  |  |  |  |  |  |  |  |  |  |
| | 11. María de la Cerda, XIII señora de Castellanos |  |  |  |  |  |  |  |  |  |  |  |  |  |  |  |
| | |  |  |  |  |  |  |  |  |  |  |  |  |  |  |  |
| | |  |  |  |  |  |  |  |  |  |  |  |  |  |  |  |
| | 23. NN. |  |  |  |  |  |  |  |  |  |  |  |  |  |  |  |
| | |  |  |  |  |  |  |  |  |  |  |  |  |  |  |  |
| | |  |  |  |  |  |  |  |  |  |  |  |  |  |  |  |
| | 1. Jerónimo Luis de Cabrera, adelantado y gobernador del Tucumán |  |  |  |  |  |  |  |  |  |  |  |  |  |  |  |
| | |  |  |  |  |  |  |  |  |  |  |  |  |  |  |  |
| | |  |  |  |  |  |  |  |  |  |  |  |  |  |  |  |
| | 24. N. de Toledo (hermano de Fernando Álvarez de Toledo y Guzmán, IV señor de Higares) |  |  |  |  |  |  |  |  |  |  |  |  |  |  |  |
| | |  |  |  |  |  |  |  |  |  |  |  |  |  |  |  |
| | |  |  |  |  |  |  |  |  |  |  |  |  |  |  |  |
| | 12. Alonso de Toledo, jurado de Sevilla (primo hermano del capitán Alonso de Toledo, jurado de Granada) |  |  |  |  |  |  |  |  |  |  |  |  |  |  |  |
| | |  |  |  |  |  |  |  |  |  |  |  |  |  |  |  |
| | |  |  |  |  |  |  |  |  |  |  |  |  |  |  |  |
| | 25. NN. |  |  |  |  |  |  |  |  |  |  |  |  |  |  |  |
| | |  |  |  |  |  |  |  |  |  |  |  |  |  |  |  |
| | |  |  |  |  |  |  |  |  |  |  |  |  |  |  |  |
| | 6. Francisco de Toledo y Toledo |  |  |  |  |  |  |  |  |  |  |  |  |  |  |  |
| | |  |  |  |  |  |  |  |  |  |  |  |  |  |  |  |
| | |  |  |  |  |  |  |  |  |  |  |  |  |  |  |  |
| | 26. N. de Toledo |  |  |  |  |  |  |  |  |  |  |  |  |  |  |  |
| | |  |  |  |  |  |  |  |  |  |  |  |  |  |  |  |
| | |  |  |  |  |  |  |  |  |  |  |  |  |  |  |  |
| | 13. María de Ávila y Toledo |  |  |  |  |  |  |  |  |  |  |  |  |  |  |  |
| | |  |  |  |  |  |  |  |  |  |  |  |  |  |  |  |
| | |  |  |  |  |  |  |  |  |  |  |  |  |  |  |  |
| | 27. N. de Ávila |  |  |  |  |  |  |  |  |  |  |  |  |  |  |  |
| | |  |  |  |  |  |  |  |  |  |  |  |  |  |  |  |
| | |  |  |  |  |  |  |  |  |  |  |  |  |  |  |  |
| | 3. María de Toledo y Hernández del Pedroso |  |  |  |  |  |  |  |  |  |  |  |  |  |  |  |
| | |  |  |  |  |  |  |  |  |  |  |  |  |  |  |  |
| | |  |  |  |  |  |  |  |  |  |  |  |  |  |  |  |
| | 28. N. Hernández del Pedroso |  |  |  |  |  |  |  |  |  |  |  |  |  |  |  |
| | |  |  |  |  |  |  |  |  |  |  |  |  |  |  |  |
| | |  |  |  |  |  |  |  |  |  |  |  |  |  |  |  |
| | 14. Alonso Hernández del Pedroso, corredor de la Casa de la Contratación de Indias |  |  |  |  |  |  |  |  |  |  |  |  |  |  |  |
| | |  |  |  |  |  |  |  |  |  |  |  |  |  |  |  |
| | |  |  |  |  |  |  |  |  |  |  |  |  |  |  |  |
| | 29. NN. |  |  |  |  |  |  |  |  |  |  |  |  |  |  |  |
| | |  |  |  |  |  |  |  |  |  |  |  |  |  |  |  |
| | |  |  |  |  |  |  |  |  |  |  |  |  |  |  |  |
| | 7. Catalina Hernández del Pedroso y Torres |  |  |  |  |  |  |  |  |  |  |  |  |  |  |  |
| | |  |  |  |  |  |  |  |  |  |  |  |  |  |  |  |
| | |  |  |  |  |  |  |  |  |  |  |  |  |  |  |  |
| | 30. N. de Torres |  |  |  |  |  |  |  |  |  |  |  |  |  |  |  |
| | |  |  |  |  |  |  |  |  |  |  |  |  |  |  |  |
| | |  |  |  |  |  |  |  |  |  |  |  |  |  |  |  |
| | 15. Isabel de Torres |  |  |  |  |  |  |  |  |  |  |  |  |  |  |  |
| | |  |  |  |  |  |  |  |  |  |  |  |  |  |  |  |
| | |  |  |  |  |  |  |  |  |  |  |  |  |  |  |  |
| | 31. NN. |  |  |  |  |  |  |  |  |  |  |  |  |  |  |  |
| | |  |  |  |  |  |  |  |  |  |  |  |  |  |  |  |
| | |  |  |  |  |  |  |  |  |  |  |  |  |  |  |  |

| Predecesor: Nicolás Carrizo | Gobernador del Tucumán 1571-1573 | Sucesor: Gonzalo de Abreu y Figueroa |